# Mariene provincie Agulhas
De Mariene provincie Agulhas (51) (Engels: Agulhas marine province) is een biogeografische provincie en ligt in de overgang van de Indische Oceaan naar de Atlantische Oceaan in het Marien rijk Gematigd Zuidelijk Afrika. De mariene provincie is vastgesteld door het World Wide Fund for Nature en The Nature Conservancy en is vernoemd naar Kaap Agulhas.
In het noordoosten grenst het gebied aan de mariene provincie Westelijke Indische Oceaan (20) en in het noordwesten aan de mariene provincie Benguela (50).

## Geografie
De mariene provincie ligt voor de zuid- en zuidoostkust van Zuid-Afrika.

## Biogeografie
Het gebied kent zeeleven dat houdt van gematigde temperaturen.

## Mariene ecoregio's
Deze mariene provincie bestaat uit 2 mariene ecoregio's:
- Mariene ecoregio Agulhasbank (192)
- Mariene ecoregio Natal (193)